# Mariä-Empfängnis-Kirche (Krakau-Wesoła)

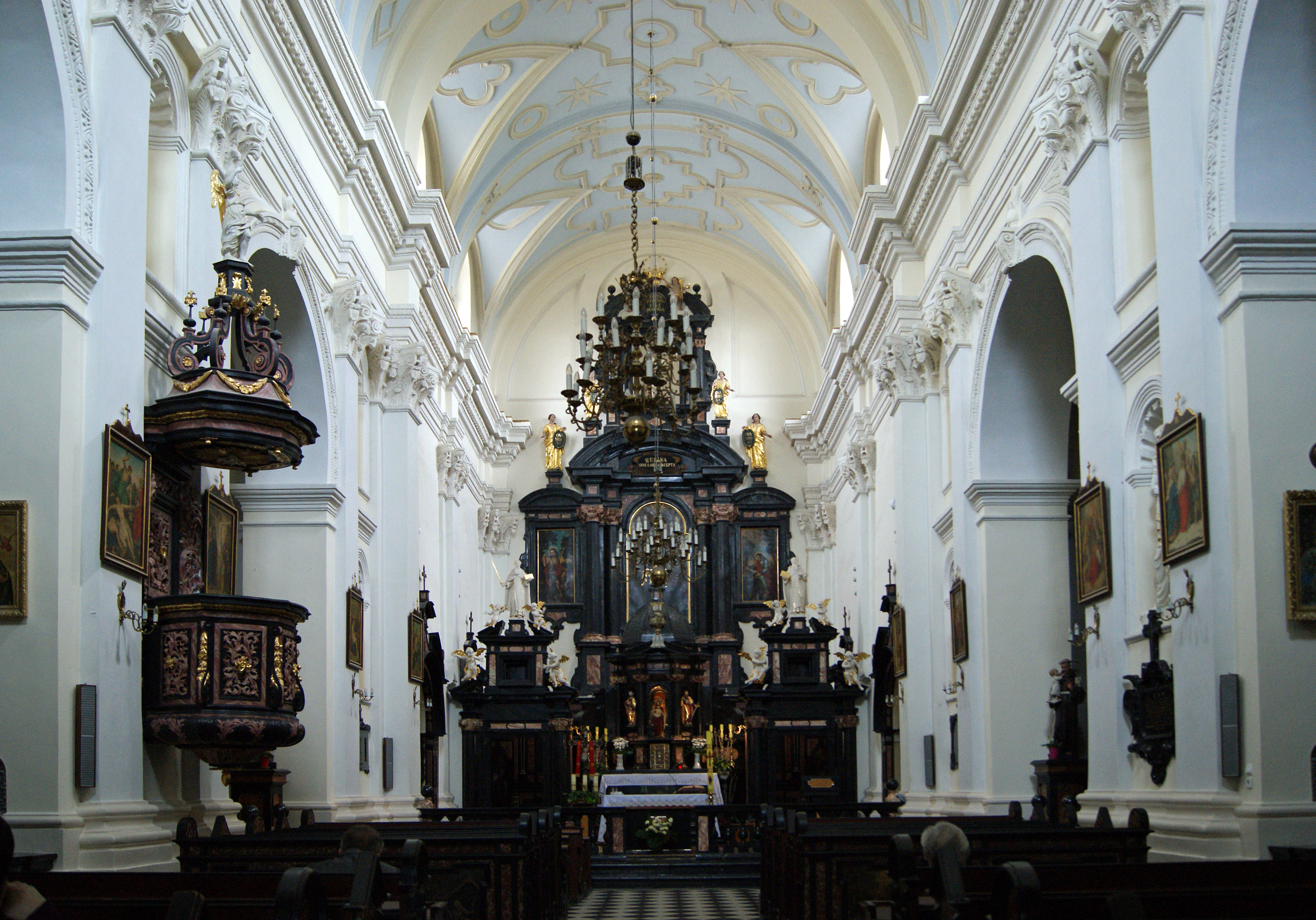
Innenraum

Die Mariä-Empfängnis-Kirche (polnisch Kościół Niepokalanego Poczęcia Najświętszej Maryi Panny) oder auch Lazaruskirche (poln. Kościół św. Łazarza) in Krakau ist eine katholische Barockkirche an der ul. Mikołaja Kopernika 19 im Stadtteil Wesoła. 

## Geschichte
Im Jahr 1634 wurde der Grundstein für den Bau einer neuen Kirche für den Orden der Unbeschuhten Karmeliten im Krakauer Vorort Wesoła gelegt. Aufgrund der Schwedischen Sintflut konnte der Bau erst 1683 eingeweiht werden. Die Kirche wurde während des Polnisch-Russischen Krieges 1772 zerstört und von den Karmeliten in den Jahren von 1780 bis 1782 wieder aufgebaut. 1787 wurde die Kirche dem Orden der Genossenschaft der Töchter der christlichen Liebe vom heiligen Vinzenz von Paul übergeben, die neben der Kirche ein Kloster und das Spital des Heiligen Lazarus errichteten. Seit 1863 gehört die Kirche den Lazaristen und das Kloster- und Spitalgebäude wird von der medizinischen Fakultät der Jagiellonen-Universität als Universitätskrankenhaus genutzt.